# Records du Zimbabwe d'athlétisme
Les records du Zimbabwe d'athlétisme sont les meilleures performances réalisées par des athlètes zimbabwéens et homologuées par la National Athletic Association of Zimbabwe.

## Plein air

### Hommes
| Épreuve              | Record | Athlète                                                                            | Date                                   | Compétition                                               | Lieu                           | Réf.   |
| -------------------- | --- | ---------------------------------------------------------------------------------- | -------------------------------------- | --------------------------------------------------------- | ------------------------------ | ------ |
| 100 m                | 9 s 89 (+1,3 m/s) | Ngonidzashe Makusha                                                                | 10 juin 2011                           | Championnats NCAA                                         | Des Moines                     | [ 1 ]  |
| 200 m                | 19 s 93 (+1,6 m/s) | Tapiwanashe Makarawu                                                               | 26 avril 2024                          | Texas Tech Corky/Crofoot Shootout                         | Lubbock                        | [ 2 ]  |
| 400 m                | 44 s 58 | Lewis Banda                                                                        | 15 mai 2004                            | Championnats de la Pac 10                                 | Tucson                         |        |
| 800 m                | 1 min 45 s 03 | Savieri Ngidhi                                                                     | 15 juin 1996                           |                                                           | Caorle                         |        |
| 1 500 m              | 3 min 35 s 76 | Phillimon Hanneck                                                                  | 11 août 1991                           |                                                           | Grosseto                       |        |
| 3 000 m              | 7 min 42 s 06 | Phillimon Hanneck                                                                  | 18 juillet 1992                        |                                                           | Hechtel-Eksel                  |        |
| 5 000 m              | 13 min 14 s 50 | Phillimon Hanneck                                                                  | 8 juin 1994                            | Golden Gala                                               | Rome                           |        |
| 10 000 m             | 27 min 57 s 34 | Cuthbert Nyasango                                                                  | 28 juillet 2007                        | Championnats d'Espagne                                    | Avilés                         |        |
| Semi-marathon        | 1 h 00 min 26 s | Cuthbert Nyasango                                                                  | 14 octobre 2007                        | Championnats du monde de course sur route                 | Udine                          | [ 3 ]  |
| Marathon             | 2 h 6 min 48 s | Isaac Mpofu                                                                        | 4 décembre 2022                        | Marathon de Valence                                       | Valence                        |        |
| 110 m haies          | 13 s 99 (-1,9 m/s) | Iain Harnden                                                                       | 23 mars 2001                           |                                                           | Tallahassee                    | [ 4 ]  |
| 400 m haies          | 48 s 05 | Ken Harnden                                                                        | 29 juillet 1998                        | Meeting Areva                                             | Paris                          |        |
| 3 000 m steeple      | 8 min 45 s 33 | Passmore Furusa                                                                    | 9 avril 1994                           | Texas Relays                                              | Austin                         |        |
| Saut en hauteur      | 2,22 m | Kudakwashe Chadenga                                                                | 19 mars 2022 20 mai 2022 20 avril 2024 | Wes Kittley Invitational NJCAA Division I LSU Alumni Gold | Abilene Hutchinson Baton Rouge | [ 5 ]  |
| Saut à la perche     | 4,60 m | Keegan Cooke                                                                       | 19 février 2017                        |                                                           | Paarl                          | [ 6 ]  |
| Saut en longueur     | 8,40 m (+0,0 m/s) | Ngonidzashe Makusha                                                                | 9 juin 2011                            | Championnats NCAA                                         | Des Moines                     | [ 7 ]  |
| Triple saut          | 17,34 m (+1,6 m/s) | Ndabazinhle Mdhlongwa                                                              | 28 mars 1998                           |                                                           | Lafayette                      |        |
| Lancer du poids      | 15,90 m | Addison Dale                                                                       | 19 janvier 1969                        |                                                           | Salisbury                      |        |
| Lancer du disque     | 51,60 m | Christopher Pullen                                                                 | 8 octobre 1982                         | Jeux Commonwealth                                         | Brisbane                       |        |
| Lancer du marteau    | 57,40 m | Vincent Michael Lambourn                                                           | 29 juin 1996                           |                                                           | Harare                         |        |
| Lancer du javelot    | 66,18 m | Roland Vermeulen                                                                   | 20 juillet 1997                        |                                                           | Harare                         |        |
| Décathlon            | 7 491 pts | Keegan Cooke                                                                       | 12-13 juin 2016                        | Santa Barbara Track Club 7Ten Combined Events             | Santa Barbara                  | ,      |
| Décathlon            | 11 s 40 (+0,3 m/s) (100 m), 6,97 m (-0,1 m/s) (longueur), 13,13 m (poids), 1,93 m (hauteur), 48 s 89 (400 m) / 14 s 94 (0,0 m/s) (110 m haies), 37,65 m (disque), 4,20 m (perche), 60,29 m (javelot), 4 min 30 s 64 (1 500 m) |                                                                                    |                                        |                                                           |                                |        |
| 20 km marche (route) | 2 h 07 min 55 | A. Johnston                                                                        | 31 juillet 1979                        |                                                           | Hanovre                        |        |
| 50 km marche (route) | |                                                                                    |                                        |                                                           |                                |        |
| 4 × 100 m            | 38 s 95 | Équipe nationale Dickson Kamungeremu Tatenda Tsumba Itai Vambe Ngonidzashe Makusha | 30 mars 2019                           |                                                           | Gaborone                       | [ 10 ] |
| 4 × 400 m            | 3 min 00 s 79 | Équipe nationale Tawanda Chiwira Phillip Mukomana Savieri Ngidhi Ken Harnden       | 9 août 1997                            | Championnats du monde                                     | Athènes                        |        |

### Femmes
| Épreuve              | Record | Athlète                                                                     | Date              | Compétition                            | Lieu          | Réf.   |
| -------------------- | --- | --------------------------------------------------------------------------- | ----------------- | -------------------------------------- | ------------- | ------ |
| 100 m                | 11 s 36 (+1,2 m/s) | Winneth Dube                                                                | 11 avril 2003     |                                        | Durban        |        |
| 200 m                | 23 s 23 (0,0 m/s) | Winneth Dube                                                                | 4 avril 2003      |                                        | Pretoria      |        |
| 400 m                | 51 s 43 | Vimbayi Maisvorewa                                                          | 25 mai 2024       | NCAA Est                               | Lexington     |        |
| 800 m                | 2 min 00 s 49 | Julia Sakara                                                                | 18 septembre 1998 | Jeux du Commonwealth                   | Kuala Lumpur  |        |
| 1 500 m              | 4 min 07 s 82 | Julia Sakara                                                                | 21 septembre 1998 | Jeux du Commonwealth                   | Kuala Lumpur  |        |
| 3 000 m              | 8 min 57 s 69 | Julia Sakara                                                                | 14 août 1993      | Championnats du monde                  | Stuttgart     |        |
| 5 000 m              | 15 min 40 s 43 | Samukeliso Moya                                                             | 8 mars 2000       |                                        | Adelaide      |        |
| 10 000 m             | 33 min 20 s 16 | Julia Sakara                                                                | 14 août 1993      | Championnats du monde                  | Stuttgart     |        |
| Semi-marathon        | 1 h 10 min 50 s | Fortunate Chidzivo                                                          | 17 octobre 2020   | Championnats du monde de semi-marathon | Gdynia        | [ 11 ] |
| Marathon             | 2 h 29 min 20 s | Tabitha Tsatsa                                                              | 16 mars 2008      | Marathon de Séoul                      | Séoul         |        |
| 100 m haies          | 14 s 49 | Tamla Denise Pietersen                                                      | 10 août 2008      |                                        | Potchefstroom |        |
| 400 m haies          | 56 s 63 | Ashley Miller                                                               | 26 avril 2024     | Texas Invitational                     | Austin        |        |
| 3 000 m steeple      | 9 min 52 s 98 | Letiwe Marakurwa                                                            | 13 juin 2003      |                                        | Sacramento    |        |
| Saut en hauteur      | 1,77 m | Caroline Dickson                                                            | 2 mai 1977        |                                        | Salisbury     |        |
| Saut à la perche     | 2,60 m | Margaret Odendaal                                                           | 2000              |                                        |               |        |
| Saut en longueur     | 6,15 m (+2,0 m/s) | Dafros Mudyirwa                                                             | 6 mai 2000        |                                        | Pittsburgh    |        |
| Triple saut          | 13,02 m A | Vimbiso Majoni                                                              | 11 juin 2017      |                                        | Harare        |        |
| Lancer du poids      | 15,58 m | Mariette Van Heerden                                                        | 20 janvier 1974   |                                        | Salisbury     |        |
| Lancer du disque     | 55,70 m | Mariette Van Heerden                                                        | 25 mars 1984      |                                        | Harare        |        |
| Lancer du marteau    | 25,02 m | Chetsanga Tapiwa                                                            | 9 mai 2014        |                                        | Potchefstroom | [ 12 ] |
| Lancer du javelot    | 42,70 m | Wayne Nkomo                                                                 | 14 décembre 2016  |                                        | Luanda        |        |
| Heptathlon           | 4 293 pts | Lucky Denenga                                                               | 13–14 mai 2004    |                                        | Louisville    |        |
| Heptathlon           | 15 s 06 (w) (100 m haies), 1,46 m (hauteur), 10,83 m (poids), 25 s 58 (w) (200 m), 4,89 m (longueur), 27,63 m (javelot), 2 min 46 s 33 (800 m) |                                                                             |                   |                                        |               |        |
| 20 km marche (route) | |                                                                             |                   |                                        |               |        |
| 4 × 100 m            | 45 s 74 | Équipe nationale Delia Mawoko Gailey Dube Simangele Ncube Philipah Chidziva | 16 septembre 1995 | Jeux africains                         | Harare        | [ 13 ] |
| 4 × 400 m            | 3 min 46 s 98 | Équipe nationale                                                            | 2 juin 1996       |                                        | Harare        |        |